# Frank Wiegand
Frank Wiegand (Annaberg, Alemanya nazi, 15 de març de 1943) és un nedador alemany, ja retirat, guanyador de quatre medalles olímpiques.
Especialista en la modalitat de crol, va participar als 17 anys en els Jocs Olímpics d'Estiu de 1960 realitzats a Roma (Itàlia) on, en representació de l'Equip Alemany Unificat va aconseguir finalitzar setè en la prova dels relleus 4x200 metres lliures, l'única prova en la qual va participar. En els Jocs Olímpics d'Estiu de 1964 realitzats a Tòquio (Japó) aconseguí guanyar tres medalles de plata en els 400 metres lliures, els relleus 4x100 metres lliures i els relleus 4x200 metres lliures.
Participà en els Jocs Olímpics d'Estiu de 1968 celebrats a Ciutat de Mèxic (Mèxic) on, en representació de la República Democràtica Alemanya (RDA), aconseguí guanyar una nova medalla de plata en la prova de relleus 4x100 metres estils. Així mateix finalitzà cinquè en els relleus 4x100 m. lliures, aconseguint un diploma olímpic; setè en els relleus 4x200 metres lliures i fou eliminat en la primera ronda dels 200 metres estils.
Al llarg de la seva carrera guanyà vuit medalles en el Campionat d'Europa de natació, quatre d'elles d'or.